# Cyclothyrium
Cyclothyrium is een monotypisch geslacht van schimmels uit de onderklasse Dothideomycetes. De typesoort is Cyclothyrium ulmicola, maar deze soort is later heringedeeld naar het geslacht naar het geslacht Aposphaeria als Aposphaeria ulmicola.

## Soorten
Volgens Index Fungorum telt het geslacht een soort (peildatum maart 2023):
| Soortnaam             | Auteur(s)  | Publicatiejaar |
| --------------------- | ---------- | -------------- |
| Cyclothyrium juruanum | (Henn.) Aa | 2002           |